# Allard J1
Der Allard J1 ist ein offener, zweisitziger Sportwagen, der von der britischen Firma Allard ab 1946 als Nachfolger des Vorkriegsmodells V8 gebaut wurde und auch im Motorsport eingesetzt werden konnte. Es war das erste Serienmodell des Herstellers.
Ausgerüstet war der Wagen als J1 3.6, wie sein Vorgänger, mit dem seitengesteuerten V8-Motor des Ford V8 Modell 01A/02A, der auch im Vereinigten Königreich gebaut wurde. Später bekam auch der Ford Pilot den gleichen Motor. Dieser hatte 3622 cm³ Hubraum (Bohrung × Hub = 77,79 mm × 95,26 mm) und leistete bei 6,1:1 Verdichtung 85 bhp (62,5 kW) bei 3800/min. Wie der Motor, kam auch der Vergaser von Ford.
Daneben gab es noch das Modell J1 3.9, dessen ebenfalls seitengesteuerter V8-Motor einen Hubraum von 3917 cm³ (Bohrung × Hub = 81 mm × 95,26 mm) aufwies. Der mit einem Solex-Vergaser bestückte Motor war auf 7,5:1 verdichtet und leistete 100 bhp (74 kW) bei ebenfalls 3800/min.
Die Vorderräder waren am besonders leichten Rahmen einzeln an einer Querblattfeder aufgehängt. Hinten war die angetriebene Starrachse eingebaut, die ebenfalls an einer Querblattfeder hing. So ergab sich ein Radstand von 2540 mm und eine Spurweite vorne / hinten von 1422 mm.
Die Aufbauten wurden bei den Karosseriebauunternehmen Paramount Sheet Metal sowie Whittingham & Mitchel gefertigt. Von dem letztgenannten Unternehmen stammt insbesondere das hier abgebildete, als Two-Seater Competition Open Sports bezeichnete Fahrzeug.
Allard baute das Modell mit seinen beiden Motorvarianten bis 1947 in zusammen nur 12 Exemplaren. Ab 1949 folgte das überarbeitete Modell J2.